# Isotta Fraschini Tipo 8

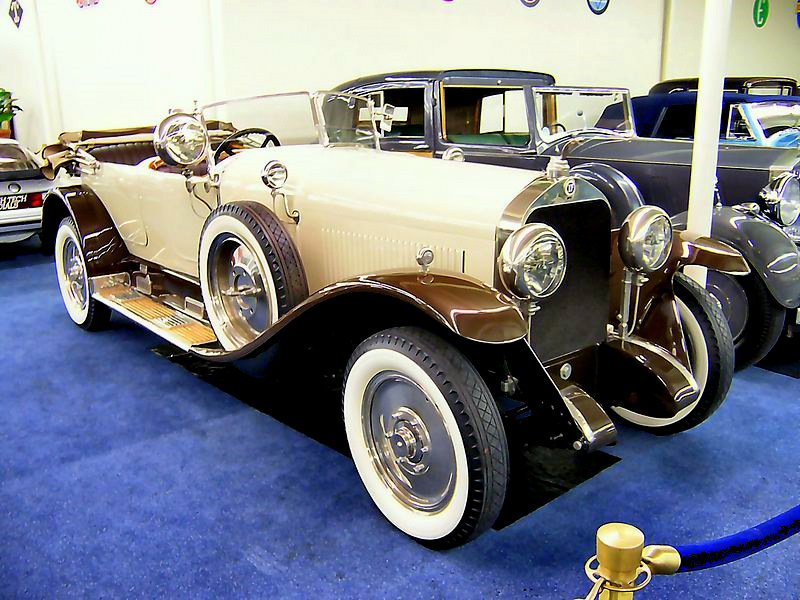
Isotta Fraschini Tipo 8. Фаетон

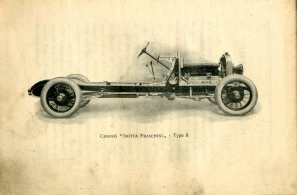
Шасі Isotta Fraschini Tipo 8. 1920

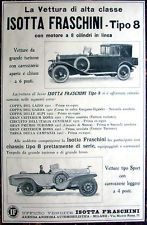
Реклама Isotta Fraschini Tipo 8. 1923

Isotta Fraschini Tipo 8 автомобільне шасі для машин люкс-класу , що випускалось італійською компанією Isotta Fraschini впродовж 1919-1924 років. Було виготовлено 1380 шасі.

## Історія
Після завершення війни компанія Isotta Fraschini розпочала випуск шасі типа 8, яке стало єдиною моделлю замість дотихчасового виготовлення декількох типів шасі. Компанія випускала лише шасі з мотором, кузов до якого покупці замовляли у спеціалізованих кузовних компаній Європи, США, куди експортувалась значна частина шасі. Найбільш тісна співпраця була з міланськими кузовними компаніями Carrozzeria Castagna і Carrozzeria Italiana Cesare Sala.
На ньому першими у світі встановлювали серійно рядний 8-циліндровий мотор. Цей мотор мав об'єм 5901 см³ (85×130мм), верхнє розміщення клапанів, потужність 80-90 к.с. при 2200 об/хв. Карбюратори кріпились на блоку циліндрів без впускного колектора. Мотор доповнювали багатодискова муфта зчеплення, 3-ступінчаста коробка передач, згодом 4-ступінчаста. Механічні гальма мали привід на всі колеса. Задня підвіска складалась з напівелептичних ресор і гідравлічних амортизаторів. Авто розвивало швидкість до 140 км/год. При довжині 5000 мм, ширині 1650 мм, колісна база виносила 3700 мм. Міцна конструкція, її надійність зробили модель Isotta Fraschini Tipo 8 однією з найвідоміших серед машин вищого класу.
З 1924 її замінила модель Isotta Fraschini Tipo 8A.